# Chelifera barbarica
Chelifera barbarica är en tvåvingeart som beskrevs av Vaillant 1981. Chelifera barbarica ingår i släktet Chelifera och familjen dansflugor.
Artens utbredningsområde är Algeriet. Inga underarter finns listade i Catalogue of Life.